# Clostridium perfringens

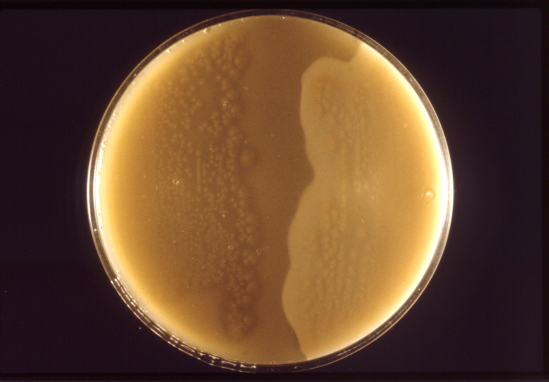
Kolonie C. perfringens wykazujące białe precypitaty.

Laseczka zgorzeli gazowej (łac. Clostridium perfringens, syn. Clostridium welchii) jest Gram-dodatnią, beztlenową laseczką, wytwarzającą endospory należącą do rodzaju Clostridium. Rezerwuarem C. perfringens jest przewód pokarmowy koniowatych C. perfringens jest dość rozpowszechniona w środowisku za sprawą rozpowszechnienia koni i może być odnaleziona jako składnik kompostu, osadu dennego, układu pokarmowego człowieka (flora fizjologiczna) i innych kręgowców, a także u owadów oraz w glebie. Jej występowanie jest wskaźnikiem zanieczyszczenia wód i gleby fekaliami.

## Chorobotwórczość
C. perfringens jest głównym czynnikiem etiologicznym choroby zwanej zgorzelą gazową (łac. gangraena gaseosa). Jest to martwica mięśni lub tkanki łącznej z wytworzeniem gazu. Nieleczona prowadzi do śmierci spowodowanej toksemią i wstrząsem.

## Czynniki zjadliwości
C. perfringens wytwarza 14 toksyn, które zostały oznaczone kolejnymi literami alfabetu greckiego. Cztery spośród nich: α, β, ε i ι to toksyny letalne. Główną rolę odgrywa toksyna α (fosfolipaza C), która powoduje lizę erytrocytów, leukocytów, płytek krwi i komórek śródbłonka, co wpływa na zwiększenie przepuszczalności naczyń krwionośnych.
Inwazyjność wynika z bogatego zestawu enzymów: kolagenazie, proteinazom, hemolizynom, hialuronidazie, deoksyrybonukleazie oraz neuraminidazie.